# Lorenzo de Zavala
Manuel Lorenzo Justiniano de Zavala y Sáenz (Mérida, Yucatán, 3 de octubre de 1788 -  Channelview, Texas, 16 de noviembre de 1836) fue un político mexicano protagonista de la guerra de independencia y más tarde de la independencia de Texas. Fue uno de los Sanjuanistas más activos. Modernizó el sistema fiscal mexicano. En la Memoria dé gobierno de marzo de 1828, el gobernador Zavala resumió los cambios que había impulsado desde marzo de 1827, destacando que el objetivo de las medidas impulsadas por su administración era "formar un sistema de Hacienda sobre bases firmes, separándose de la rutina administrativa española, quitando las trabas que son adherentes al monstruoso sistema de monopolios".

## Vida familiar
Hijo de Anastasio de Zavala y Velázquez y de María Bárbara Sáenz Castro, ingresó en el Seminario Conciliar de San Ildefonso donde estudió Latín, Filosofía y Teología. 
El día 21 de abril de 1808 en Mérida, Yucatán, Lorenzo de Zavala contrajo matrimonio con María Josefa Correa y Correa con quien tuvo por hijos a Manuela, Antonia y Lorenzo de Zavala Jr, quien hiciera las veces de traductor entre Samuel Houston y Antonio López de Santa Anna tras la Batalla de San Jacinto. Doña Josefa falleció durante la primavera de 1831, y para el 12 de noviembre contrajo matrimonio con Miranda West, cuyo nombre cambiaría a Emily por el resto de su vida. Cuando se casaron, Emily era viuda de un hombre de apellido Creswell, con quien habría tenido un hijo de nombre Henry William, posteriormente adoptado por Zavala. Tras su matrimonio se convertirían en padres de Agustín (1832-1894), Emilia (1834-1857) y Ricardo de Zavala (1835-1906).
Lorenzo de Zavala fue abuelo de la escritora feminista Gertrudis Tenorio Zavala, hija de Manuela de Zavala, una de las fundadoras de la revista La Siempreviva primera publicación periódica escrita y editada enteramente por mujeres en México. Fue también abuelo de Adina Emilia De Zavala, hija de Agustín, profesora e historiadora que condujo los esfuerzos para la preservación de El Álamo.

## Incursión en la política
Se inició en la política en sus juntas con los Sanjuanistas y en la llamada Confederación Patriótica, movimientos conspiratorios en el Yucatán decimonónico que buscaban independizarse del imperio español. Por sus ideas y proselitismo, fue condenado a prisión en San Juan de Ulúa, Veracruz de 1813 a 1817. Allí se inició en la masonería.
Fundó los periódicos El Aristarco Universal, El Redactor Meridano y El Hispanoamericano Constitucional, que fueron los tres primeros periódicos de Yucatán.
En 1820 fue elegido para representar a Yucatán en España, aunque regresó a México a conformar la Junta Constituyente y el primer Congreso Constitucional. En 1824 fue integrado al Congreso Constituyente, siendo posteriormente presidente del mismo.
En virtud de la renuncia presentada por el general Múzquiz, Lorenzo de Zavala fue nombrado gobernador del Estado de México en 1827. En 1829 fue ministro de Hacienda en el gobierno de Vicente Guerrero.

## Idealista del federalismo

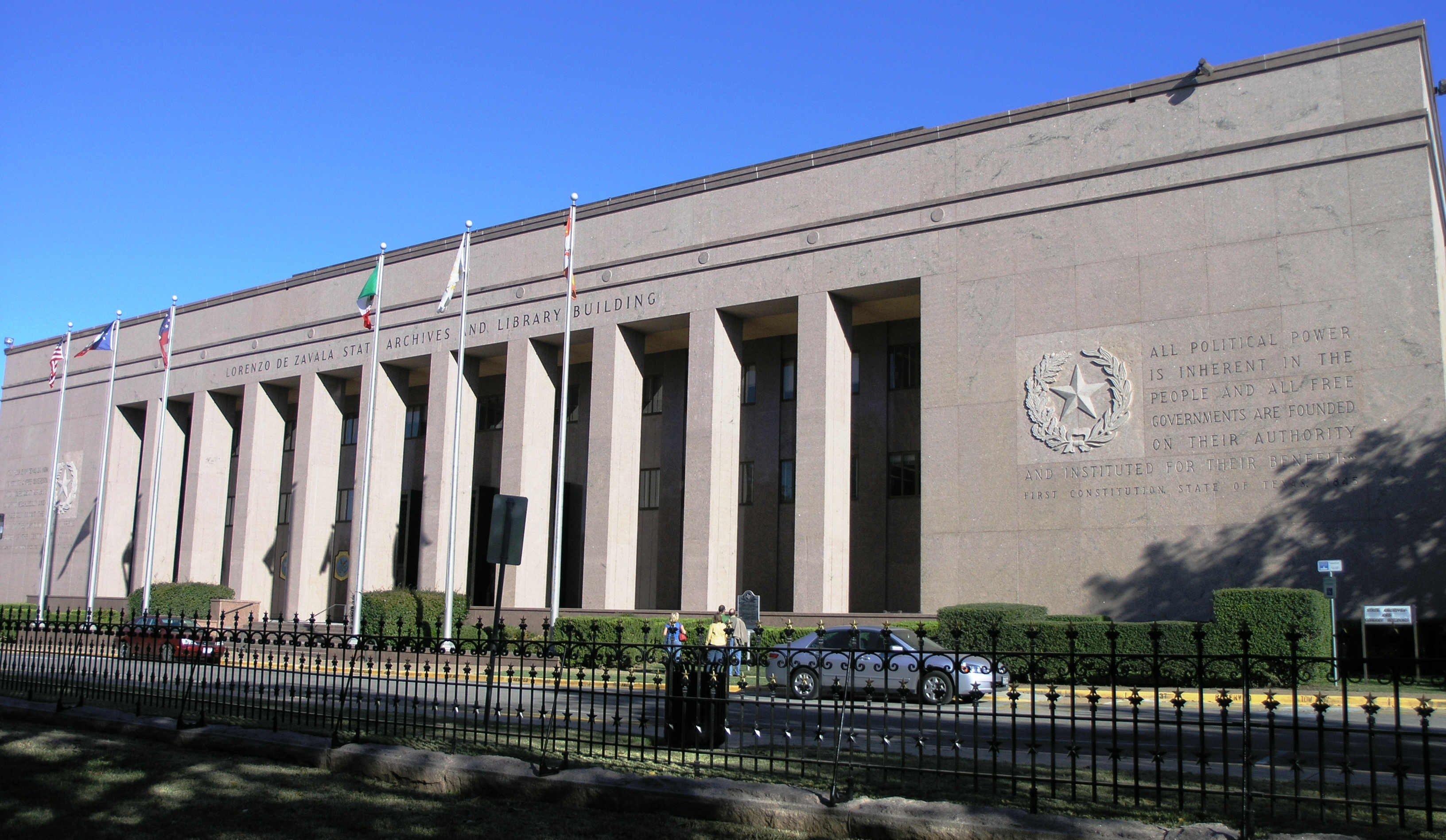
El Edificio de los Archivos y Biblioteca Estatales "Lorenzo de Zavala" es la sede de la Comisión de Archivos y Biblioteca del Estado de Texas.

Fue gobernador del Estado de México; posteriormente apoyó a Vicente Guerrero para suceder a Guadalupe Victoria. Cuando Guerrero fue derrotado en la elección, Zavala dio un golpe de Estado conocido como el Motín de la Acordada, lo que motivó la retirada de Manuel Gómez Pedraza que había sido el candidato ganador. Después fue propuesto para la vicepresidencia de la República, pero se eligió a Anastasio Bustamante. Vicente Guerrero lo nombró ministro de Hacienda. Durante el efímero gobierno de Guerrero (del 1 de abril al 11 de diciembre de 1829), se emite el segundo decreto de expulsión de los españoles en el cual también participa Zavala; este decreto fue el segundo de esta naturaleza. En el Despacho de Hacienda, tramita algunos empréstitos para aminorar la deuda externa del país y promulga las leyes de impuestos de 1829 durante la invasión española de Barradas. Zavala fue enjuiciado con motivo de aquellos empréstitos pero, finalmente, el Congreso lo exoneró de los cargos.
Tras dimitir al cargo de Secretario de Hacienda, Guerrero lo comisiona para negociar con el gobierno de Yucatán su reintegración al sistema federal, pero los centralistas yucatecos no le permiten desembarcar, bajo amenaza de muerte.
Fue enviado a Francia como ministro plenipotenciario y a su regreso a México se estableció en el entonces territorio mexicano de Texas. Al estallar el movimiento separatista tejano Zavala decide apoyarlo y fue nombrado diputado del Congreso de la República de Texas. 
Se desconocen las razones por las que decidió apoyar el movimiento separatista tejano, aunque algunos historiadores han argumentado el hecho de que fue guiado por su fanatismo y adicción a la llamada causa "liberal" y al federalismo lo que le llevó por este camino. Se señala también que Zavala era propietario de importantes extensiones en Texas y que por tanto veía por sus intereses.
Zavala fue despojado de la nacionalidad mexicana al aceptar el cargo. Llegó a ser vicepresidente de la nueva República de Texas, la cual tuvo relaciones con la efímera República de Yucatán.

## Obra
Escribió, entre otras obras, el texto Ensayo histórico de las revoluciones de México, en el que abarca el devenir histórico desde 1808 hasta 1830, en el que desarrolla ideas parecidas a las del filósofo francés Volney en cuanto a la concepción de la historia.

## Muerte
Mientras navegaba el río Buffalo Bayou, su bote de remos volcó. Zavala contrajo neumonía y murió en su casa el 15 de noviembre de 1836. Fue enterrado en un pequeño cementerio en su casa. La tumba fue trasladada más tarde al Parque del campo de batalla de San Jacinto.